# Guzman y Gomez
Guzman y Gomez (Holdings) Limited (GYG; 日本語: グズマン・イー・ゴメズ [ɡʊz.ˈmɑːn.iː.ɡoʊ.ˈmɛz])とは、オーストラリアにある多国籍のファストフード店及びカジュアルダイニングレストランである。ブリート、ナチョス、タコス、ケサディーヤなどのメキシコ料理に特化している。店舗の多くは「Cafe Hola」ブランドを冠したコーヒーを午前中に提供している。
グズマン・イー・ゴメズは2006年にニューヨーク出身のスティーブン・マークスとロバート・ハザンの二人によりシドニーにて設立され、現在はオーストラリアを中心に日本、シンガポール、そしてアメリカにて200店舗以上を展開している。

## 店舗
2023年9月時点でグズマン・イー・ゴメズはオーストラリア国内に171店舗を展開していた。また、シンガポール、日本、そしてアメリカ合衆国に23店舗を展開している。

## 歴史
グズマン・イー・ゴメズはニューヨーク出身で元ヘッジファンドマネージャーのスティーブン・マークスにより設立された。マークスがオーストラリアに移住した際、現地のメキシコ料理を不味く感じ、そこでメキシコ料理店を開くことを決断した。彼は「本物のメキシコ料理は都会的で熱く[...]ラテン系の人々はエネルギーと命に満ちあふれている。我々はそれをオーストラリアに持ち込みたかった」と話している。彼は同郷で友人のロバート・ハザンをパートナーとして迎え入れた。彼らは店の名前をマークの二人の幼馴染の名前から取った。
一号店は2006年にシドニーのキング・ストリートにてオープンした。そこから一年以内にボンダイ・ジャンクションとキングス・クロスの店舗が開いた。2012年4月までに12店舗が開業した。2012年11月にメルボルンにオープン した。創業から12年後には100店舗をオーストラリア国内に開いた。
2013年末にオーストラリア国外で最初のグズマン・イー・ゴメズの店舗がシンガポールにてオープンし、 2015年4月に東京に日本一号店がオープン。2020年1月にはアメリカ合衆国に進出し、シカゴ郊外のネイパービルにアメリカ一号店をオープンさせた。

## 経営と財務
マークスとハザンは当初は自己資金でGYGを運営していた。2009年には株式の一部をマクドナルドのオーストラリア法人に関わっていたピーター・リッチー、ガイ・ルッソー 、そしてスティーブ・ジャーミンに売却した。ルッソーはその後社長に任命された。役員には他にもハザンやマクドナルドの役員3人、TDM Growth Partnersのトム・コーワン、そしてRoktでCEOを務めるブルース・ブキャナンもいる。
投資会社であるTDM Growth Partnersは株式の一部を2018年8月に4400万ドルで購入した。2020年12月にはマゼラン・ファイナンシャル・グループが株式の10%を8680万ドルで購入。その後2022年5月にマゼランは保有していた11.6%の株を1億4000万ドルでバレンジョーイ・キャピタル・パートナーズが保有する組織に売却した。
マークスは2019年に自社をオーストラリア証券取引所させることが目的だと語っている。翌年の2020年にはオーストラリアの「時代遅れな」労働法や高い賃料や食費を理由に挙げた上で自社のアメリカでのプレゼンスを強めたいと語った。 
2023年5月、マークスは健康不安を理由に一旦CEOを辞任したものの、考えを改めて辞任を撤回した。同年10月には共同CEOにヒルトン・ブレットが就任した。